# Parastenaropodites stirps

Parastenaropodites stirps  (лат.) — ископаемый вид насекомых из семейства Mesorthopteridae (отряд Grylloblattida). Пермский период (Чекарда, кунгурский ярус, около 280 млн лет), Европа, Пермский край.

## Описание
Длина тела около 20 мм, переднего крыла — 18,5 мм, заднего крыла — 16,5 мм. Голова крупная, гипогнатическая, глаза и усики среднего размера. Пронотум немного длиннее своей ширины. Мезонотум поперечный. Сестринские таксоны: Parastenaropodites aquilonius, P. circumhumatus, P. exossis, P. fluxa, P. intricatus, P. longiuscula, P. panneus, P. rigidus, P. vyatica. Вид был впервые описан в 2015 году российскими палеоэнтомологами Д. С. Аристовым и А. П. Расницыным (Палеонтологический институт РАН, Москва) по ископаемым отпечаткам.